# José Martins (encenador)
José Martins (Lisboa, 1952) é um encenador e ator português.
Foi fundador do antigo Grupo de Campolide, actual Companhia de Teatro de Almada e do Teatro da Malaposta.
Com o apoio da Câmara Municipal de Viana do Castelo e do Centro Cultural do Alto Minho, fundou em Outubro de 1991 a companhia Teatro do Noroeste - Centro Dramático de Viana.
Trabalhou como Director de actores na NBP (Nicolau Breyner Produções) - TVI.
Como actor participou nas seguintes telenovelas: Filha do Mar; O Olhar da Serpente; A Jóia de África; Queridas Feras e Mistura Fina, para além de uma participação especial na série da TVI Inspector Max.
Como dobrador deu voz à personagem Golias da série animada "As Gárgulas".
Em 2009 encenou duas peças de Teatro para a RTP1 - Teatro em Casa: A Farsa do Doutor Finório de autor anónimo francês do século XV e Um Noivado no Dafundo de Almeida Garrett. Em 2019 encenou ainda Alguém perdeu, interpretando o personagem Leonel Piçarra.